# W. Averell Harriman

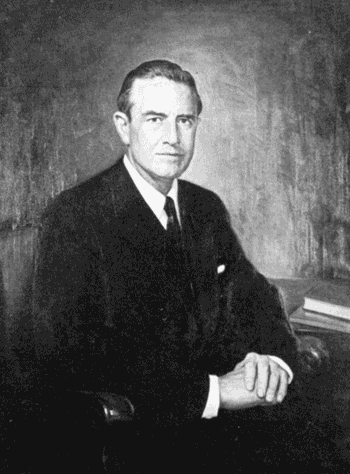
Pintura de Averell Harriman

William Averell Harriman (Nueva York, 15 de noviembre de 1891-Yorktown Heights, Nueva York, 26 de julio de 1986) fue un político, hombre de negocios y diplomático estadounidense, miembro del Partido Demócrata.
Averell Harriman nació en Nueva York, hijo del magnate de los ferrocarriles Edward Henry Harriman, hermano de E. Roland Harriman, y de Mary Williamson Averell. Estudió en el Groton School en Massachusetts antes de asistir a Yale, donde se unió a la sociedad Skull & Bones. Su primer matrimonio fue con Kitty Lanier Lawrence, que murió en 1936. Después se casó con Marie Norton Whitney, quien abandonó a su esposo Cornelius Vanderbilt Whitney para casarse con Harriman. Su tercer y último matrimonio fue con Pamela Beryl Digby, la exesposa del hijo de Winston Churchill, Randolph, y del productor Leland Hayward.

## Carrera política

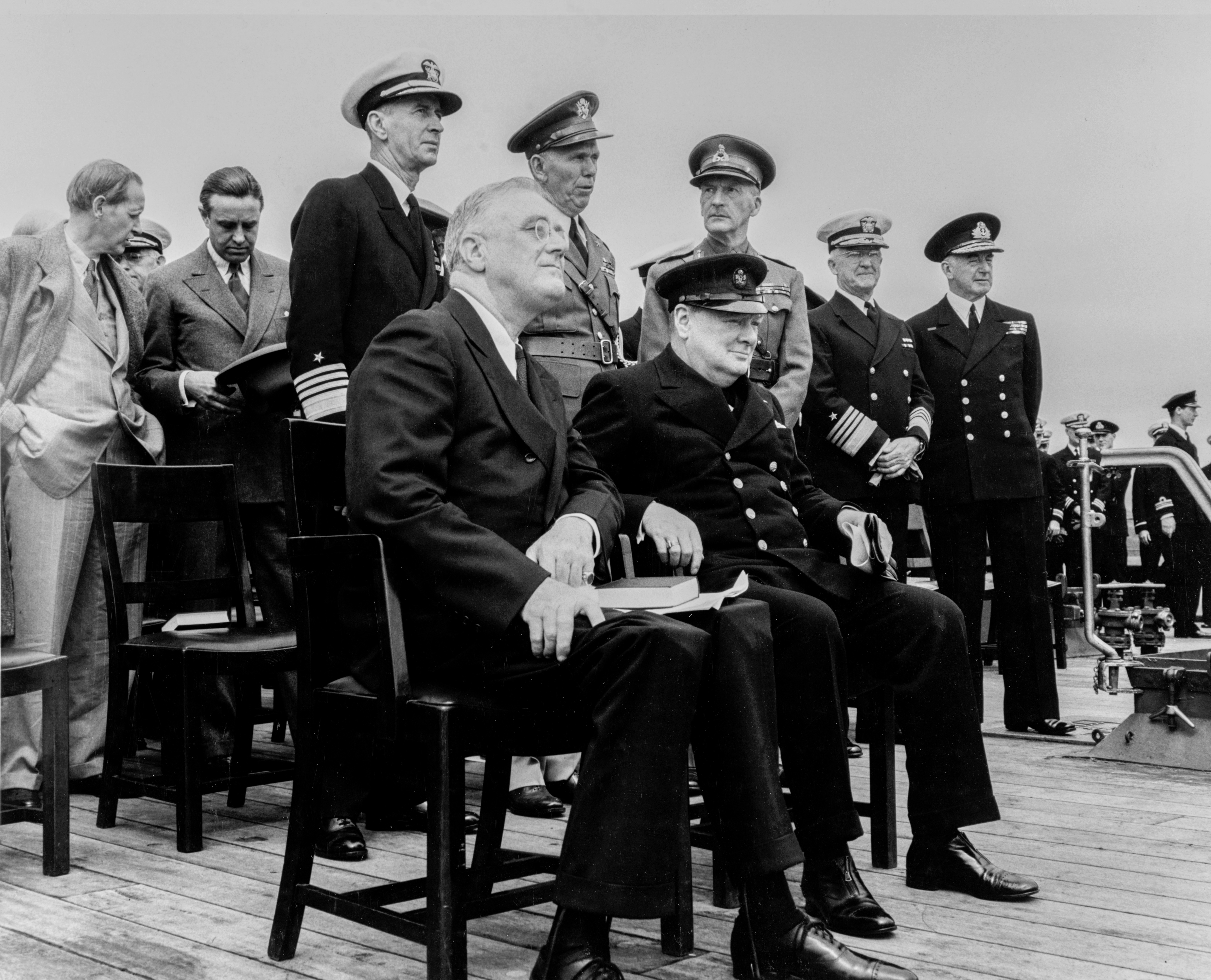
Líderes de la conferencia durante los servicios religiosos en la cubierta de popa del HMS Prince of Wales, en Placentia Bay, Terranova, durante la Conferencia de la Carta del Atlántico. El presidente Franklin D. Roosevelt (izquierda) y el primer ministro Winston Churchill están sentados en primer plano. Detrás de ellos están el almirante Ernest J. King, USN; General George C. Marshall, Ejército de Estados Unidos; General Sir John Dill, ejército británico; Almirante Harold R. Stark, USN; y el almirante Sir Dudley Pound, RN. En el extremo izquierdo está Harry Hopkins, hablando con W. Averell Harriman.

Harriman sirvió al presidente Franklin Roosevelt como enviado especial en Europa, y estaba presente en la reunión de Winston Churchill y el presidente estadounidense en Placentia Bay en agosto de 1941. El producto de esa reunión de cinco días se llamó Carta del Atlántico, una declaración de principios comunes entre los Estados Unidos y el Reino Unido. 
Sirvió como embajador de los Estados Unidos ante la Unión Soviética entre 1943 y 1946, y como embajador en el Reino Unido en 1946. Fue nombrado después como secretario de comercio durante el gobierno del presidente Harry Truman, para reemplazar a Henry A. Wallace, crítico con la política exterior de Truman entre 1946 y 1948. Fue enviado a Teherán en julio de 1951 para mediar entre Persia y el Reino Unido al comienzo de la nacionalización persa de la Anglo-Iranian Oil Company.
En la pugna por la sucesión en 1954 del republicano Thomas E. Dewey como gobernador de Nueva York, Harriman derrotó a Irving M. Ives, protegido de Dewey. Sirvió como gobernador durante una legislatura hasta que el republicano Nelson Rockefeller lo derrotó en 1958. Harriman fue candidato a la nominación presidencial demócrata en 1952, y de nuevo en 1956 (siendo avalado por Harry S. Truman), pero perdió ante Adlai Stevenson.
Harriman fue nombrado jefe de embajadores en el gobierno de John Kennedy, un cargo que mantuvo hasta noviembre de 1961. Entonces fue nombrado secretario de Estado para asuntos del Lejano Oriente. Permaneció en este cargo hasta abril de 1963, cuando llegó a ser subsecretario de Estado de asuntos políticos. Continuó en este cargo durante el gobierno de Lyndon Johnson, hasta que en marzo de 1965 fue de nuevo jefe de mmbajadores, un cargo que pudo mantener durante el resto de la presidencia de Johnson. Harriman fue el negociador jefe americano en las conversaciones de paz en París sobre Vietnam.
Harriman es famoso por apoyar, desde el Departamento de Estado, el golpe contra el presidente vietnamita Ngo Dinh Diem en 1963. La confesión de Johnson de su implicación en el asesinato de Diem podría indicar algún tipo de complicidad por parte de Harriman.
Harriman recibió la Medalla Presidencial de la Libertad en 1969.
Graduado por la Universidad de Yale en 1913, fue iniciado en la Skull & Bones Society, junto con su amigo Prescott Bush. También fue miembro del Consejo de Relaciones Extranjeras.

## Negocios
Invirtiendo el dinero de su padre, en 1922 creó W.A. Harriman & Co, un negocio bancario. En 1927, su hermano E. Roland Harriman entró en el negocio, y el nombre fue cambiado por Harriman Brothers Company. En 1931, se unieron a Brown Brothers. & Co. para crear la exitosa Brown Brothers Harriman & Co. Empleados notables de la compañía incluyen a George Herbert Walker y Prescott Bush, que fueron así mismo empleados de E. R. Harriman en la Union Banking Corporation (UBC), una compañía cerrada en 1943 por el gobierno estadounidense por comerciar con el enemigo.
Las principales propiedades de Harriman incluyen Brown Brothers Harriman & Co, Union Pacific Railroad, Merchant Shipping Corporation, y varias inversiones afortunadas, como Polaroid.
Harriman fue socio en propiedades como: Southern Pacific Railroad (que incluye la Central Pacific Railroad), Illinois Central Railroad, Wells Fargo & Co, Pacific Mail Steamship Co., American Shipping Commerce (HAPAG), American Hawaiian Steamship Co., United American Lines Co, Guarantee Trust Company y la Union Banking Corporation.

## Resumen de su carrera
- Vicepresidente de Union Pacific Railroad Co., 1915-1917
- Director de Illinois Central Railroad Co., 1915-1946
- Miembro de Palisades Interstate Park Commission, 1915-1954
- Presidente de Merchant Shipbuilding Corp.,1917-1925
- Presidente de W. A. Harriman & Company, 1920-1931
- Socio de Soviet Georgian Manganese Concessions, 1925-1928
- Presidente del comité ejecutivo de Illinois Central Railroad, 1931-1942
- Socio principal de Brown Brothers Harriman & Co., 1931-1946
- Presidente de Union Pacific Railroad, 1932-1946
- Cofundador de la revista Today con Vincent Astor, 1935-1937 (fusionada con Newsweek en 1937)
- Administrador y Asistente especial de National Recovery Administration, 1934-1935
- Fundador de Sun Valley Ski Resort, Idaho, 1935-1936
- Presidente de Business Advisory Council, 1937-1939
- Jefe, Materials Branch & Production Division, Office of Production Management, 1941
- Embajador de los EE. UU. y representante especial del primer ministro del Reino Unido, 1941-1943
- Presidente, embajador y representante especial de la misión especial del presidente de EE. UU. en la URSS, 1941-1943
- Embajador de EE. UU. en la URSS, 1943-1946
- Embajador de EE. UU. en el Reino Unido, 1946
- Secretario de Comercio de EE. UU., 1946-1948
- Coordinador de EE. UU. en el Programa de Recuperación Europea (Plan Marshall), 1948-1950
- Asistente especial del presidente de EE. UU., 1950-1952
- Presidente y representante de EE. UU en la Comisión del Atlántico Norte para Planes de Defensa, 1951-1952
- Director de la Agencia de Seguridad Mutua, 1951-1953
- Candidato a la nominación demócrata para presidente de EE. UU., 1952
- Gobernador del Estado de New York, 1955-1959
- Candidato a la nominación demócrata para presidente de EE. UU., 1956
- Jefe de Embajadores de EE. UU., 1961
- Representante adjunto de EE. UU. en la Conferencia Internacional para el Asentamiento de Laosianos, 1961-1962
- Asistente del Secretario de Estado de EE. UU., para asuntos de extremo oriente, 1961-1963
- Representante especial del presidente de EE. UU. en el Tratado de Prohibición de Pruebas Nucleares, 1963
- Subsecretario de Estado de EE. UU. para asuntos políticos, 1963-1965
- Jefe de Embajadores de EE. UU., 1965-1969
- Presidente de la Comisión Presidencial para el Año de los Derechos Humanos, 1968
- Representante personal del presidente de EE. UU. en las conversaciones de paz con Vietnam del Norte, 1968-1969
- Presidente de la Comisión de Asuntos Exteriores en el Comité nacional demócrata, 1976
- Miembro de la Academia Americana de Asuntos Diplomáticos, Club de Roma, Consejo de Relaciones Exteriores, Caballeros de Pythias, Skull and Bones Society, Fraternidad Psi Ypsilon y el Club Isla de Júpiter.